# Коренівський Віктор Анатолійович
Вікто́р Анато́лійович Корені́́вський (13 червня 1981 — 17 лютого 2015) — солдат Збройних сил України, учасник російсько-української війни.

## Життєвий шлях
2002 року закінчив Донецький юридичний інститут МВС України, здобув спеціальність «оперативний склад підрозділів швидкого реагування». Звільнився 2006 року за власним бажанням, проживав у Львові.
1 серпня 2014-го мобілізований, солдат 128-ї окремої гірсько-піхотної бригади; з 4 жовтня перебував у зоні бойових дій. В листопаді закінчив у Києві курси операторів безпілотників, якими надалі й займався на передовій, у бойових умовах зазнав струсу та опіків — в Нікішиному.
Зник безвісти під час виходу особового складу з міста Дебальцеве. Ексгумований пошуковцями Місії «Евакуація-200» («Чорний тюльпан») 5 лютого 2016-го — в окремій могилі поблизу Дебальцевого.
Ідентифікований за експертизою ДНК, перепохований 12 березня 2016 року у Львові, поле почесних поховань № 76 Личаківського цвинтаря.
Без Віктора лишилися дружина Олена та сини Віталій 2003 р.н. й Анатолій 2006 р.н.

## Нагороди та вшанування
- Указом Президента України № 522/2016 від 25 листопада 2016 року — орденом «За мужність» III ступеня (посмертно)[1]